# Акиминсаке
Акиминсаке (чибча:Aquim ó Quiminza; 1518—1540) — последний правитель государства северных чибча — Тунха, из династии Саке. Был обвинён испанцами в заговоре против них и после пыток казнён, через отсечение головы.

## Биография
Акиминсаке происходил из династии Саке — правителей объединения племён Хунзы. Был племянником правителя Кемуинчаточи. После того как последний был захвачен испанцами во главе с Хименес де Кесада в 1537 году и отрекся от власти, Акиминсаке унаследовал трон Тунхи. После прихода к власти он не стал противодействовать конкистадорам.
После того как в 1538 году Кемуинчаточа умер в плену, Акиминсаке крестился. Впрочем к нему всё равно сохранилась недоверие со стороны испанцев. В конце 1539 года против них был разоблачен, организованный усаке (вождями) нескольких объединений муисков, которые оставались до этого времени полунезависимая. По приказу, Эрнана де Кесада в январе 1540 году Акиминсаке был схвачен по подозрению в заговоре. После изнурительных пыток его казнили на главной площади Тунихи, которая в наше время носит название Пласа-де-Боливар. Акиминсаке был последним представителем династии Сакэ. Поэтому, после его смерти Конфедерация Муиска прекратила своё существование.